# 수호이 로그 광산
수호이 로그 광산(Sukhoi Log mine)은 러시아 이르쿠츠크주의 시베리아에 위치한 금광이다.

## 역사
수호이로그는 냉전 당시 소련의 굴락이 있던 곳이다. 정치범들이 강제노동으로 금을 캐내었다. 굴락에서는 매년 10% 정도가 사망했으며, 1929년부터 1953년까지 모두 1,800만명 정도가 수용되었다.
러시아 최대 금 생산 회사인 폴류스는 러시아에 있는 금의 4분의 1 정도가 수호이로그에 매장돼 있다고 추정하고 있다.
2018년 광맥 탐사 결과, 폴류스는 수호이로그에서 새로운 금광을 발견했다. 매장된 금만 1,786톤에 달할 것으로 추정된다. 현재 시세로 760억달러(약 85조7,128억원) 규모이다. 러시아 역사상 최대 크기의 금광이다. 향후 35년간 매년 35톤 이상의 금을 생산할 것dl다.
2014년 크림반도 위기로 러시아와 미국의 대립이 격화된 이후, 러시아는 중앙은행의 운신 범위를 금으로 집중하기 시작했다. 2018년 드미트리 툴린 러시아 중앙은행 부행장은 “금의 가격이 오르내리긴 하지만, 정치와 법적 영역에서 금의 가치는 100% 보장된다”며 미국 제재상황에서 금의 중요성을 언급했다.